# Condeissiat
Condeissiat és un municipi francès situat al departament de l'Ain i a la regió d'Alvèrnia-Roine-Alps. L'any 2007 tenia 741 habitants.

## Demografia

### Població
El 2007 la població de fet de Condeissiat era de 741 persones. Hi havia 285 famílies de les quals 70 eren unipersonals (39 homes vivint sols i 31 dones vivint soles), 86 parelles sense fills, 117 parelles amb fills i 12 famílies monoparentals amb fills.
La població ha evolucionat segons el següent gràfic:
Habitants censats

### Habitatges
El 2007 hi havia 326 habitatges, 298 eren l'habitatge principal de la família, 14 eren segones residències i 15 estaven desocupats. 271 eren cases i 55 eren apartaments. Dels 298 habitatges principals, 201 estaven ocupats pels seus propietaris, 87 estaven llogats i ocupats pels llogaters i 10 estaven cedits a títol gratuït; 1 tenia una cambra, 20 en tenien dues, 47 en tenien tres, 88 en tenien quatre i 142 en tenien cinc o més. 246 habitatges disposaven pel capbaix d'una plaça de pàrquing. A 131 habitatges hi havia un automòbil i a 145 n'hi havia dos o més.

### Piràmide de població
La piràmide de població per edats i sexe el 2009 era:
| Homes | Edats   | Dones |
| ----- | ------- | ----- |
| 0     | 95 o +  | 4     |
| 0     | 90 a 94 | 4     |
| 4     | 85 a 89 | 8     |
| 0     | 80 a 84 | 4     |
| 4     | 75 a 79 | 0     |
| 12    | 70 a 74 | 8     |
| 20    | 65 a 69 | 24    |
| 12    | 60 a 64 | 24    |
| 16    | 55 a 59 | 12    |
| 12    | 50 a 54 | 12    |
| 12    | 45 a 49 | 20    |
| 28    | 40 a 44 | 24    |
| 40    | 35 a 39 | 36    |
| 24    | 30 a 34 | 24    |
| 12    | 25 a 29 | 12    |
| 4     | 20 a 24 | 16    |
| 28    | 15 a 19 | 44    |
| 24    | 10 a 14 | 36    |
| 20    | 5 a 9   | 20    |
| 16    | 0 a 4   | 28    |

## Economia
El 2007 la població en edat de treballar era de 461 persones, 376 eren actives i 85 eren inactives. De les 376 persones actives 353 estaven ocupades (185 homes i 168 dones) i 23 estaven aturades (13 homes i 10 dones). De les 85 persones inactives 30 estaven jubilades, 30 estaven estudiant i 25 estaven classificades com a «altres inactius».

### Ingressos
El 2009 a Condeissiat hi havia 302 unitats fiscals que integraven 769,5 persones, la mediana anual d'ingressos fiscals per persona era de 17.391 €.

### Activitats econòmiques
Dels 27 establiments que hi havia el 2007, 1 era d'una empresa alimentària, 1 d'una empresa de fabricació d'altres productes industrials, 6 d'empreses de construcció, 3 d'empreses de comerç i reparació d'automòbils, 1 d'una empresa de transport, 3 d'empreses d'hostatgeria i restauració, 2 d'empreses financeres, 3 d'empreses immobiliàries, 5 d'empreses de serveis, 1 d'una entitat de l'administració pública i 1 d'una empresa classificada com a «altres activitats de serveis».
Dels 8 establiments de servei als particulars que hi havia el 2009, 2 eren tallers de reparació d'automòbils i de material agrícola, 3 fusteries i 3 restaurants.
Dels 2 establiments comercials que hi havia el 2009, 1 era una botiga de menys de 120 m² i 1 una fleca.
L'any 2000 a Condeissiat hi havia 33 explotacions agrícoles que ocupaven un total de 1.760 hectàrees.

## Equipaments sanitaris i escolars
El 2009 hi havia una escola elemental.

## Poblacions més properes
El següent diagrama mostra les poblacions més properes.